# Lotus Blossom (Album)
Lotus Blossom ist ein Jazzalbum von Alex Hendriksen mit Fabian Gisler und Paul Amereller. Die vom 14. bis 16. Februar 2024 in den Musikerwohnhaus Studios Basel entstandenen Aufnahmen erschienen am 3. Mai 2024 auf ezz-thetics.

## Hintergrund
Der Saxophonist Alex Hendriksen nahm auf seinem Debütalbum Lotus Blossom im Trio mit den Bassisten Fabian Gisler und dem Schlagzeuger Paul Amereller zwölf Jazzstandards auf, darunter Benny Golsons „I Remember Clifford“, Eddie DeLanges „Do You Know What It Means to Miss New Orleans?“ und „Golden Earrings“ von Victor Young, Ray Evans und Jay Livingston. Das Album beginnt mit „In the Wee Small Hours of the Morning“, dem Titelsong des gleichnamigen Albums von Frank Sinatra, und endet mit „I Wish I Knew“ von Harry Warren und Mack Gordon, ein Song, den Betty Grable und Dick Haymes in den Film Diamond Horseshoe (1945) vorstellten. Das titelgebende „Lotus Blossom“ stammt von Billy Strayhorn. Bereits 2019 hatten Hendriksen und Gisler das Album The Song Is You vorgelegt, ein Streifzug durch ein Liederbuch des 20. Jahrhunderts, so Chris May, mit Stücken von Billy Strayhorn, Thelonious Monk, Michel Legrand, Victor Young, Harry Warren und Richard A. Whiting.

## Titelliste
- Alex Hendriksen: Lotus Blossom

1. In the Wee Small Hours of The Morning (David Mann, Bob Hilliard) 3:23
2. Soultrane (Tadd Dameron) 6:40
3. Golden Earrings (Victor Young, Ray Evans, Jay Livingston) 3:23
4. Lotus Blossom (Billy Strayhorn) 3:45
5. I Remember Clifford (Benny Golson) 3:51
6. Johnny Come Lately 3:22
7. A Flower Is a Lovesome Thing (Billy Strayhorn) 4:16
8. Do You Know What It Means To Miss New Orleans (Eddie DeLange, Louis Alter) 05:04
9. Nobody Else But Me (Jerome Kern, Oscar Hammerstein II) 5:40
10. Day Dream (Billy Strayhorn, John Latouche) 5:34
11. Introspection 3:22
12. I Wish I Knew (Harry Warren, Mack Gordon) 5:28

## Rezeption
Nach Ansicht von Chris May, der das Album in All About Jazz rezensierte, zauberten Hendriksen und Gisler (der Ältere der beiden) eine weitere Ladung Magie auf Lotus Blossom mit einer Sammlung von Songs, die von nahezu derselben Besetzung (wie ihr Vorgängeralbum) niedergelegt wurde. Der Unterschied würde dieses Mal in der Anwesenheit des durch und durch modernen Schlagzeugers Paul Amereller liegen, dessen Beitrag das neue Album zumindest in diesem Umfeld um eine Stufe über seinen Vorgänger hebe. Die versammelten Komponisten, darunter Strayhorn auf vier Stücken, Thelonious Monk, Victor Young, Harry Warren, Tadd Dameron, Eddie DeLange und Jerome Kern würden vielleicht nicht mehr so schreiben (oder sie würden es vielleicht doch tun), aber glücklicherweise würden sie immer noch gespielt.
Für Brian Morton klingt es, als hätten diese Jungs eine Geschichte zu erzählen und genug Selbstvertrauen, um zu glauben, dass sie die alten Geschichten auf eine neue und aufregende Art und Weise erzählen und wiedergeben können. Alex Hendriksen und Fabian Gisler hätten vor diesem Hintergrund gemeinsam trainiert, aber wenn es im Jazz so bleibt, dass der Rhythmus und der Schlagzeuger das Herzstück jedes neuen Fortschritts sind, dann sei Paul Amerellers Rolle im Trio von entscheidender Bedeutung. Niemand dürfte an seinem entschieden zeitgenössischen Ansatz zweifeln, aber er würde mit voller Kenntnis der Musikgeschichte und seines Instruments spielen.
Die Erweiterung um Paul Amereller habe den Qualitäten der ursprünglichen Besetzung keinen Abbruch getan, meint Nick Joyce in der Basler Zeitung. „Hendriksen, Gisler und Amereller hören so genau aufeinander, dass auch Aussenstehende jede gehauchte, gezupfte und gestrichene Nuance mitbekommen, die sie Standards wie «In the Wee Small Hours», «Golden Earrings» und «I Concentrate on You» abgewinnen.“ Musikalischer Small Talk sei ihre Sache nicht: „Sie wissen, was richtiges Interplay bedeutet.“